# Светлый (Эхирит-Булагатский район)
Светлый — упразднённая деревня в Эхирит-Булагатском районе Иркутской области России. Входила в состав Харатского муниципального образования. Упразднена в 2015 г.

## География
Находится примерно в 32 км к юго-востоку от районного центра.

## Население
| 2002 | 2010 | 2011 | 2012 |
| ---- | ---- | ---- | ---- |
| 0    | →0   | →0   | →0   |